# آنتونیو چولاک
آنتونیو چولاک (انگلیسی: Antonio Čolak؛ زادهٔ ۱۷ سپتامبر ۱۹۹۳) بازیکن فوتبال اهل آلمان است که در پست مهاجم بازی می‌کند.
از باشگاه‌هایی که در آن بازی کرده‌است می‌توان به باشگاه فوتبال کایزرسلاوترن، باشگاه فوتبال لخیا گدانسک، باشگاه فوتبال هوفنهایم، باشگاه فوتبال نورنبرگ و باشگاه فوتبال کارلسروهه اشاره کرد.
وی همچنین در تیم ملی فوتبال زیر ۲۰ سال کرواسی بازی کرده‌است.